# 1977年日本グランプリ (4輪)
1977年日本グランプリは、1977年のF1世界選手権第17戦として、1977年10月23日に富士スピードウェイで決勝レースが開催された。

## 概要

### 開催に至る経緯
F1日本開催は前年の「F1世界選手権イン・ジャパン」に続き2回目となる。今回は正式に「日本グランプリ」の名を冠し、シーズン第5戦として4月17日に行われる予定だったが、2月1日にスポーツニッポン新聞社が日本自動車連盟（JAF）に対して主催を辞退する旨を伝えた。前年度に多額の赤字を計上し、今回も数千万円の赤字が予想されることから、継続を断念したといわれる。
JAFは2月3日に日本グランプリの中止を発表したが、その後国際自動車連盟（FIA）やF1CAと交渉し、10月延期案を承認された。3月半ばにJAFを中心としてTBS、富士スピードウェイ、博報堂（のちに撤退）からなる「日本モータースポーツ協会」を設立。新主催者としてF1CAと3年契約を結び、10月23日の日本グランプリ開催が正式決定した。騒動の余波で国内の年間レーススケジュールも再調整が必要となり、JAFスポーツ委員会はスポーツニッポン社に対して3年間の国内資格停止処分を下した（1978年3月に解除）。

### 王者不在の最終戦
フェラーリのニキ・ラウダは2戦前のアメリカ東GPで自身2度目のドライバーズチャンピオンを決めた後、チームを離脱していた（チームの声明では「胃炎による欠場」）。ラウダの代役として、前戦カナダGPからジル・ヴィルヌーヴが起用された。ヴィルヌーヴはのちにフェラーリのエースドライバーとなるが、この時点ではF1デビュー3戦目の無名の新人であり、日本モータースポーツ史に残る悲劇の当事者となる。また、シーズン途中にターボエンジンを引っさげてデビューしたルノーや、低迷の続くフィッティパルディもエントリーを取り止め来日しなかった。

### 日本勢の参戦
前年スポット参戦した日本勢は、体制を変更してこの1戦に臨んだ。コジマはエントリーを2台に増やし、星野一義（ヒーローズレーシング）と高原敬武（高原レーシング）という国内トップドライバーコンビが新車KE009に乗る。タイヤは前年ヒーローズが使用したブリヂストンタイヤ。また、前年ヒーローズが購入したティレル・007をメイリツレーシングが使用し、ベテラン高橋国光がF1デビューした。こちらは前年コジマが使用した日本ダンロップタイヤを履く。

## 予選

### 展開
金曜午前の予選第1セッションは医師団の到着が遅れたためキャンセルされ、午後の第2セッションの開始時刻を早めて120分に延長する措置がとられた。前年の勝者であるロータスのマリオ・アンドレッティが1分12秒23のトップタイムを記録し、マクラーレンのジェームス・ハントが僅差の2位。日本勢ではコジマの星野が6番手の好位置につけた。
土曜午前の第3セッションでは前日のトップタイムが更新されず、アンドレッティの2年連続ポールポジションが決定した。2位ハントに続き、ブラバムのジョン・ワトソン、ハンス＝ヨアヒム・スタックがグリッド2列目を占めた。グッドイヤータイヤを履くチームは気温の上昇で左フロントタイヤが異常発熱するトラブルを抱え、決勝を見据えた対策に余念がなかった。星野は電気系統のトラブルで11位、高原は19位、高橋は22位だった。

### 結果
| 順位 | No | ドライバー                 | コンストラクター         | 1回目 | 2回目   | 3回目   |
| ---- | -- | -------------------------- | ------------------------ | ----- | ------- | ------- |
| 1    | 5  | マリオ・アンドレッティ     | ロータス・フォード       | 中止  | 1'12.23 | 1'12.31 |
| 2    | 1  | ジェームス・ハント         | マクラーレン・フォード   | 中止  | 1'12.39 | 1'12.67 |
| 3    | 7  | ジョン・ワトソン           | ブラバム・アルファロメオ | 中止  | 1'13.20 | 1'12.49 |
| 4    | 8  | ハンス＝ヨアヒム・スタック | ブラバム・アルファロメオ | 中止  | 1'13.33 | 1'13.01 |
| 5    | 26 | ジャック・ラフィット       | リジェ・マトラ           | 中止  | 1'13.99 | 1'13.88 |
| 6    | 20 | ジョディ・シェクター       | ウルフ・フォード         | 中止  | 1'14.38 | 1'13.15 |
| 7    | 12 | カルロス・ロイテマン       | フェラーリ               | 中止  | 1'13.37 | 1'13.32 |
| 8    | 2  | ヨッヘン・マス             | マクラーレン・フォード   | 中止  | 1'13.71 | 1'13.37 |
| 9    | 19 | ヴィットリオ・ブランビラ   | サーティース・フォード   | 中止  | 1'14.23 | 1'13.37 |
| 10   | 22 | クレイ・レガッツォーニ     | エンサイン・フォード     | 中止  | 1'13.72 | 1'13.52 |
| 11   | 52 | 星野一義                   | コジマ・フォード         | 中止  | 1'13.55 | 1'14.02 |
| 12   | 17 | アラン・ジョーンズ         | シャドウ・フォード       | 中止  | 1'13.90 | 1'13.56 |
| 13   | 16 | リカルド・パトレーゼ       | シャドウ・フォード       | 中止  | 1'14.02 | 1'13.58 |
| 14   | 6  | グンナー・ニルソン         | ロータス・フォード       | 中止  | 1'13.66 | 1'13.76 |
| 15   | 4  | パトリック・ドゥパイエ     | ティレル・フォード       | 中止  | 1'14.94 | 1'14.16 |
| 16   | 23 | パトリック・タンベイ       | エンサイン・フォード     | 中止  | 1'14.22 | 1'14.30 |
| 17   | 27 | ジャン＝ピエール・ジャリエ | リジェ・マトラ           | 中止  | 1'14.25 | 1'14.45 |
| 18   | 3  | ロニー・ピーターソン       | ティレル・フォード       | 中止  | 1'14.49 | 1'14.26 |
| 19   | 51 | 高原敬武                   | コジマ・フォード         | 中止  | 1'14.36 | 1'14.44 |
| 20   | 11 | ジル・ヴィルヌーヴ         | フェラーリ               | 中止  | 1'14.84 | 1'14.51 |
| 21   | 18 | ハンス・ビンダー           | サーティース・フォード   | 中止  | 1'15.26 | 1'14.73 |
| 22   | 50 | 高橋国光                   | ティレル・フォード       | 中止  | 1'14.88 | 1'15.14 |
| 23   | 9  | アレックス・リベイロ       | マーチ・フォード         | 中止  | 1'15.21 | 1'15.01 |

## 決勝

### 展開

#### スタート
ポールシッターのアンドレッティはスタートシグナルのタイミングを見誤り、加速が鈍って大きく後退した。予選2位のハントがトップに立ち、以下ジョディ・シェクター（ウルフ）、ヨッヘン・マス（マクラーレン）、クレイ・レガッツォーニ（エンサイン）、ジョン・ワトソン（ブラバム）と続いた。8位に落ちたアンドレッティは2周目の100Rでジャック・ラフィット（リジェ）と接触し、コースアウトしてクラッシュ。ちぎれて転がったタイヤを避けようとしたハンス・ビンダー（サーティース）と高原（コジマ）が接触し、ともにリタイアとなった。ハントは後続を引き離し、早くも独走態勢に持ち込んだ。

#### 観客死傷事故発生
6周目、14位のヴィルヌーブ（フェラーリ）が1コーナー入口のブレーキングでロニー・ピーターソン（ティレル）のインを突いたが、右後輪に追突して宙に舞った。フェラーリのマシンはティレルを飛び越えてノーズから逆さまに落下し、側転しながらエスケープゾーンの奥に突っ込んだ。ヴィルヌーブは奇跡的に無傷で脱出したが、立ち入り禁止区域で観戦していた観客1名と警備員1名が死亡し、7名が重軽傷を負うという惨事となった。F1の観客死亡事故は1975年第4戦スペインGP以来1年半ぶり。日本の自動車レース界では初めての出来事だった。

#### ハント最後の勝利
独走するハントの後方では2位以下が互いに順位を入替え、見応えのある攻防を展開した。中盤まで2位、3位を走行していたマスとワトソンはマシントラブルで相次いで消え、シェクターはタイヤトラブルでピットイン。弱小エンサインに乗るレガッツォーニが2位に浮上するが、健闘及ばず44周目にエンジントラブルで脱落した。後方から追い上げたラフィットが2位に浮上するも、最終ラップに燃料切れでストップ。これでカルロス・ロイテマン（フェラーリ）が2位、パトリック・デパイユ（ティレル）が3位に繰り上がった。ハントは全周回ラップリーダーのまま、2位以下を1分近く離して優勝した。ハントにとってはこれがF1最後の勝利となった。
ピットでマシンから降りたハントはやおら私服に着替え、「今夜のフライトで帰国する。渋滞にはまりたくない」と言い残して帰ってしまった。2位のロイテマンも同じ行動をとったため、表彰台には3位のドゥパイエとフェラーリのメカニックしか上がらないという締まらない幕引きとなった。
日本勢最高位は高橋（ティレル）の9位。星野（コジマ）はタイヤのマッチングに苦しみ、2周遅れの11位に終わった。

### 結果
| 順位 | No | ドライバー                 | コンストラクタ           | 周回 | タイム/リタイヤ    | グリッド | ポイント |
| ---- | -- | -------------------------- | ------------------------ | ---- | ------------------ | -------- | -------- |
| 1    | 1  | ジェームス・ハント         | マクラーレン・フォード   | 73   | 1:31'51.68         | 2        | 9        |
| 2    | 12 | カルロス・ロイテマン       | フェラーリ               | 73   | 1:32'54.13         | 7        | 6        |
| 3    | 4  | パトリック・ドゥパイエ     | ティレル・フォード       | 73   | 1:32'58.07         | 15       | 4        |
| 4    | 17 | アラン・ジョーンズ         | シャドウ・フォード       | 73   | 1:32'58.29         | 12       | 3        |
| 5    | 26 | ジャック・ラフィット       | リジェ・マトラ           | 72   | 燃料切れ           | 5        | 2        |
| 6    | 16 | リカルド・パトレーゼ       | シャドウ・フォード       | 72   | 1:32'00.52         | 13       | 1        |
| 7    | 8  | ハンス＝ヨアヒム・スタック | ブラバム・アルファロメオ | 72   | 1:32'38.13         | 4        |          |
| 8    | 19 | ヴィットリオ・ブランビラ   | サーティース・フォード   | 71   | 1:31'57.61         | 9        |          |
| 9    | 50 | 高橋国光                   | ティレル・フォード       | 71   | 1:32'19.13         | 22       |          |
| 10   | 20 | ジョディ・シェクター       | ウルフ・フォード         | 71   | 1:32'21.10         | 6        |          |
| 11   | 52 | 星野一義                   | コジマ・フォード         | 71   | 1:32'58.08         | 11       |          |
| 12   | 9  | アレックス・リベイロ       | マーチ・フォード         | 69   | 1:33'11.23         | 23       |          |
| Ret  | 6  | グンナー・ニルソン         | ロータス・フォード       | 63   | トランスミッション | 14       |          |
| Ret  | 22 | クレイ・レガッツォーニ     | エンサイン・フォード     | 43   | エンジン           | 10       |          |
| Ret  | 7  | ジョン・ワトソン           | ブラバム・アルファロメオ | 29   | ギアボックス       | 3        |          |
| Ret  | 2  | ヨッヘン・マス             | マクラーレン・フォード   | 28   | エンジン           | 8        |          |
| Ret  | 23 | パトリック・タンベイ       | エンサイン・フォード     | 14   | エンジン           | 16       |          |
| Ret  | 3  | ロニー・ピーターソン       | ティレル・フォード       | 5    | 接触               | 18       |          |
| Ret  | 11 | ジル・ヴィルヌーヴ         | フェラーリ               | 5    | 接触               | 20       |          |
| Ret  | 27 | ジャン＝ピエール・ジャリエ | リジェ・マトラ           | 3    | エンジン           | 17       |          |
| Ret  | 5  | マリオ・アンドレッティ     | ロータス・フォード       | 1    | 接触               | 1        |          |
| Ret  | 21 | ハンス・ビンダー           | サーティース・フォード   | 1    | 接触               | 21       |          |
| Ret  | 51 | 高原敬武                   | コジマ・フォード         | 1    | 接触               | 19       |          |

## 観客死傷事故の詳細
レースの模様は当日午後にテレビで録画中継され、事故直後の現場に死傷者が横たわる生々しい映像が放送された。翌10月24日の朝刊各紙は1面と社会面を割いて事故報道を掲載した（以下、詳細は『朝日新聞』『読売新聞』『毎日新聞』朝刊記事より）。
当時の富士スピードウェイの1コーナー外側には芝生のエスケープゾーンがあり、120mほど奥に高さ1mのタイヤバリアが設置されていた。死傷した観客や警備員はタイヤバリア周辺にいて事故に巻き込まれた。この区域は関係者以外立入禁止であり、外部とは高さ2mのフェンスで区切られていた。
決勝日の朝、裏手の駐車場からフェンスの金網を破ったり入口をこじ開けたりして観客が侵入し、コース脇にまでせり出した。運営側は場内放送で退去するよう呼びかけ、警備員に命じて6度排除させた。1コーナーの監視ポストに安全確認した上で2分遅れでレースを開始したが、スタート直後から300人ほどが再び侵入してきた。10名ほどの警備員では手に負えないため、タイヤバリアの前にロープを張ったが、逆にそこまで入っていいと受取られ、臨時の観客席ができてしまった。観客たちは三脚付きのカメラで撮影したり、テープレコーダーでエンジン音を録音したりしていた。
フェラーリは時速150kmでティレルに追突。バウンドしながらエスケープゾーンを突っ切り、タイヤバリアを飛び越えて裏手の斜面に着地した。ヴィルヌーヴ自身はシャーシに守られて無事だったが、ちぎれ飛んだタイヤや部品に当たって死傷者が発生した。ヴィルヌーヴはマシンの不調で予選から低迷しており、事故後にピットに戻ると、ピーターソンに「ブレーキペダルが戻らなくなってしまった」と謝ったという。
主催者は救護活動に支障はないと判断して赤旗中断せず、黄旗振動のままレースを続行した。7万4千人の観客が混乱しないよう配慮したため、大多数の観客はレース終了後に事故のことを知った。サーキットの救護班と小山町消防署の隊員が出動し、医務室で応急処置してから御殿場病院に搬送したが、負傷者全員を収容するまで1時間半を要した。
静岡県警御殿場署は業務上過失致死傷罪の疑いがあるとして、ティレルとフェラーリの事故車輌を押収。翌10月24日にピーターソン、ヴィルヌーヴ両名およびチーム関係者の立会いのもと現場検証と事情聴取を行った。その結果、国際レギュレーションに則ったレース中のアクシデントと判断し、ヴィルヌーヴを書類送検処分として全員の帰国を認めた。
マスコミ各社は立ち入り禁止区域に観客が侵入した状態でレースを行ったこと、救護活動中にレースを続行したことを挙げて、主催者側の安全管理意識を問うた。さらに、排気ガス公害やオイルショック、スーパーカーブームの異常加熱、暴走族の騒音問題といった1970年代の自動車環境を反映して、モータースポーツの危険性と青少年への悪影響を指摘する内容も目立った。新聞各紙には「疾走の魅力 死と同居」（朝日新聞）、「"弾丸F1"ファンをグサリ "魔のカーブ"血染めの芝生」「過熱が呼んだ惨事 安全対策は"落後"」（読売新聞）、「疾走マシンの魅力に縛られ 忘れられた"危険"」（毎日新聞）という辛辣な見出しが並んだ。
11月10日、日本モータースポーツ協会は残り2年間のF1開催契約を解除するとF1CAに通達した。採算面での失敗、死傷事故の影響から、F1日本開催は1987年の日本グランプリ（鈴鹿サーキット）まで10年間の空白期間に入ることになった。

## エピソード
- 南アフリカ共和国のアパルトヘイト政策に反対する民間団体「アフリカ行動委員会」は、南アフリカとの文化交流を禁じた国連決議に反するとして、南アフリカ出身ドライバーにビザを発行しないよう外務省に抗議した。国会では日本社会党の土井たか子議員がこの件について質疑した。同国出身のジョディ・シェクターは入国できたが、兄のイアン・シェクター（マーチ）には就労ビザが発行されず、観光ビザでの入国を拒否され帰国する羽目になった。
- ロータス・78のボディカラーはJPSタバコの黒であるが、グンナー・ニルソンのマシンは日本GP限定で姉妹ブランドのインペリアル・タバコの赤いカラーリングで登場した。塗り替え作業は来日後、富士スピードウェイ近くのレース村のガレージで行われた。ニルソンは精巣癌のため翌年10月に病死し、このレースが最後のF1出場となった。
- 当時はまだ無名のリカルド・パトレーゼの初入賞はこのレースだった。
- ハントとロイテマンがレース後の表彰式に出なかったことが問題になり、スポーティング・レギュレーション（競技規定）に「3位以内入賞者と優勝チームの代表者は、必ず表彰式に出席しなければならない」という項目が追加された。
- 漫画家すがやみつるは当時連載していた自作の取材として、モータースポーツカメラマン間瀬明の協力で富士スピードウェイを訪れ10月23日の決勝レースを観戦するが、その際に発生した観客死傷事故を目撃している。すがやら取材班はレース開始前まで撮影ポイントを事故現場付近に決めていたが、間瀬からの助言を受け直前になって変更し事なきを得たという[9]。

## データ
大会
- 大会名 - '77日本グランプリ
- 開催日 - 1977年10月21日 - 10月23日
- 開催地 - 富士スピードウェイ
- 主催 - 日本モータースポーツ協会
- レース距離 - 318.207km（4.359km×73LAP）
- 決勝日観客 - 74,000人
- 決勝日天候 - 晴れ

日程
- 10月22日（金曜日）
  - 公式予選1回目 午前10時 - 午前11時30分（キャンセル）
  - 公式予選2回目 午後1時 - 午後2時（午前12時 - 午後2時に変更）

- 10月23日（土曜日）
  - フリープラクティス 午前10時 - 午前11時30分
  - 公式予選3回目 午後1時 - 午後2時

- 10月24日（日曜日）
  - 決勝スタート 午後1時

記録
- ポールポジション - マリオ・アンドレッティ（ロータス・フォード） 1分12秒23
- 優勝 - ジェームズ・ハント（マクラーレン・フォード） 1時間31分51秒68（平均速度183.615km/h）
- ファステストラップ - ジョディ・シェクター（ウルフ・フォード） 1分14秒30（LAP 71）
- ラップリーダー - ジェームス・ハント（LAP1 - 73）